# Карасук (Республіка Алтай)
Карасук (рос. Карасук) — село Маймінського району, Республіка Алтай Росії. Входить до складу Кизил-Озьокського сільського поселення.
Населення — 403 особи (2015 рік).